# Manabu Mabe
Manabu Mabe (Udo, Japón, 14 de septiembre de 1924-São Paulo, 22 de septiembre de 1997) fue un pintor japonés, naturalizado brasileño, pionero del Arte abstracto en el Brasil. 

## Biografía
En 1934, llega a Brasil con la familia a bordo del navío La Plata Maru para trabajar en las haciendas de café de Lins, interior de São Paulo. Tiene una infancia pobre, adaptando un taller en medio de los cultivos para pintar naturalezas muertas y paisajes. Consigue realizar su primera exposición individual en São Paulo (1948), en la cual mezcla la caligrafía oriental con la pintura hecha de manchas. El año siguiente participa del Salón Nacional de Arte Moderna en Río de Janeiro. 
Se casa con Yoshino en 1951 y tiene tres hijos. Gana el premio de pintura en la II Bienal Internacional de São Paulo (1953). En 1956, participa de la Bienal de Arte de Japón y, en 1959, obtiene el premio de mejor pintor nacional de la V Bienal de São Paulo y el de destaque internacional en la Bienal de París.
En 1979, 153 cuadros suyos, algunos de los cuales premiados, se pierden en un desastre ocurrido con un avión carguero de la Varig, que volaba en la ruta Los Ángeles-Tokio. Algunos de los cuadros fueron posteriormente rehechos por el pintor.
Realiza, en 1986, una retrospectiva en el Museo de Arte de São Paulo (MASP) y lanza un libro con 156 reproducciones de su trabajo con textos en portugués, inglés y japonés. 
Escribe, en 1995, la autobiografía Chove no Cafezal (Llueve en el Cafetal), en japonés, cuyo texto original fue publicado en capítulos semanales en el diario Nihon Keizai Shinbum de Kumamoto, su región natal. En 1996 viaja al Japón para una gran muestra retrospectiva de su obra. Diabético, muere en São Paulo por complicaciones derivadas de un trasplante de riñón.

## Obra en museos
Sus obras se encuentran en los Museo de Arte Contemporánea de São Paulo, de Arte Moderna de Río de Janeiro, de Arte Contemporánea de Boston y de Belas Artes de Dallas, entre otros. En el Museu Nacional de Belas Artes, en Río de Janeiro, encuéntrase una de sus pinturas más expresivas, Natureza Muerta (óleo sobre tela).